# Siverne, Ciornomorske
Siverne (în ucraineană Сіверне) este un sat în comuna Daleke din raionul Ciornomorske, Republica Autonomă Crimeea, Ucraina.

## Demografie
Componența lingvistică a localității Siverne
     Rusă (46,52%)
     Tătară crimeeană (36,45%)
     Ucraineană (14,63%)
     Germană (1,44%)
     Alte limbi (0,72%)
Conform recensământului din 2001, nu exista o limbă vorbită de majoritatea populației, aceasta fiind compusă din vorbitori de rusă (46,52%), tătară crimeeană (36,45%), ucraineană (14,63%) și germană (1,44%).